# Takahiro Ogihara
Takahiro Ogihara (扇原 貴宏 Ōgihara Takahiro?), född 5 oktober 1991, är en japansk fotbollsspelare som spelar för Yokohama F. Marinos.
Ogihara debuterade för Japans landslag den 25 juli 2013 i en 3–2-förlust mot Australien. I juli 2012 blev han uttagen i Japans trupp till fotbolls-OS 2012.